# Katapult (album)
Katapult (též lidově Stříbrná deska) je debutové, eponymní, koncertní album české rockové skupiny Katapult, které bylo nahráno živě v roce 1977 a vydáno o rok později.
Albu předcházely čtyři nečekaně úspěšné singly a Supraphon zareagoval tím, že do svého edičního plánu zařadil dlouhohrající album souboru. Nedostatek volných termínů v nahrávacích studiích pak Katapult vyřešil pořízením koncertní nahrávky, která vznikla 30. září a 1. října 1977 při veřejných koncertech v Obvodním domě kultury v Praze 4. Z každého ze čtyř předchozích singlů se na albu objevila jedna skladba (Půlnoční závodní dráha, Tichá pošta, Vlaky v hlavě a Hlupák váhá), zbytek tvořily novinky, které publikum, přítomné nahrávání, nemohlo znát. I přes tento riskantní krok je atmosféra nahrávky velmi dobrá. Jde o jedno z mála alb tehdejší tuzemské produkce, na kterém se objevila nějaká podoba hard rocku. Zajímavostí je, že doprovodný text na zadní stranu obalu napsal kytarista a skladatel Ota Petřina.

## Seznam skladeb

### LP

#### Strana A
| Pořadí | Název                  | Autor                       | Délka |
| ------ | ---------------------- | --------------------------- | ----- |
| 1.     | Půlnoční závodní dráha | (Říha/Vostárek - Flanderka) | 2:50  |
| 2.     | Miluju severní nebe    | (Říha/Gellner)              | 4:20  |
| 3.     | Hlupák váhá            | (Říha/Vostárek)             | 3:00  |
| 4.     | Tichá pošta            | (Říha/Vostárek)             | 3:25  |
| 5.     | Tvoje dlouhé vlasy     | (Říha/Vostárek)             | 3:05  |
| 6.     | Každé ráno             | (Říha/Vostárek)             | 3:50  |

#### Strana B
| Pořadí | Název             | Autor           | Délka |
| ------ | ----------------- | --------------- | ----- |
| 1.     | Máš na to být víc | (Říha/Vostárek) | 4:00  |
| 2.     | Perfektní součet  | (Říha/Vostárek) | 5:00  |
| 3.     | Stovky hotelů     | (Říha/Vostárek) | 3:40  |
| 4.     | Vlaky v hlavě     | (Říha/Vostárek) | 8:40  |

## Box set
V roce 2018 skupina vydala k příležitosti výročí 40 let od vydání speciální box set, který obsahoval originální LP desku, její repliku na CD, poté foto bootleg ve formátu LP, historické autogram karty, historický plakát z roku 1975.

## Obsazení
- Oldřich Říha – zpěv, kytara, foukací harmonika
- Jiří Šindelář – zpěv, baskytara
- Anatoli Kohout – bicí